# Matt Targett
Matt Targett (n. 24 decembrie 1985, Chertsey⁠(d), Anglia, Regatul Unit) este un înotător ce a reprezentat Australia, medaliat olimpic. A participat la 2 ediții ale Jocurilor Olimpice (2008, 2012) în care a câștigat două medalii de argint și 3 medalii de bronz.